# スポーツ法
スポーツ法は、スポーツを世界共通の人類の文化と定義し、スポーツの発展を目的とした一連の法律の総称である。

## 概要
これらはスポーツに関連付けられるものがほとんどで、日本ではスポーツ基本法、独立行政法人日本スポーツ振興センター法、労働保護法、独占禁止法、知的財産法、放送法、電気通信事業法、都市公園法などがあげられる。